# Pequeño Chartres
Pequeño Chartres (en inglés: Little Chartres) es un pequeño asentamiento en la isla Gran Malvina, en las islas Malvinas. Se encuentra cerca del centro de la isla, a orillas del río Chartres. Cuenta con una granja y un sitio para alojamientos de turistas. Es un sitio importantes para la pesca en el río. Se encuentra cerca de la localidad de Chartres, de la cual toma su nombre, en el camino entre Bahía Fox y Puerto Mitre.